# Língua cofán
A língua Cofán (também Kofan ou Kofane; endônimo A'ingae) é a língua do povo Cofán, uma etnia indígena das províncias de Sucumbíos e Napo, nordeste do Equador, e do departamento do Putumayo suloeste da Colômbia, entre o Rio Guamés, afluente do rio Putumayo (chamado en Brasil rio Içá), e o rio Aguarico, afluente do rio Napo.

## Classificação
Embora não haja uma classificação bem definida para língua, alguns estudiosos a classificam como uma das Línguas chibchanas, em função de muitas palavras comuns. No entanto, a evidência da influência lexical de chibcha no cofán não demonstra qualquer relação genética entre as duas línguas, e Cofán deveria considerar-se como una língua não-classificada. Jolkesky  aponta que existem semelhanças lexicais entre as línguas cofán, paez, andaquí e tingida.

## Falantes
Cerca de 60% dos falantes de Cofán são analfabetos em sua língua, sendo que muitos são bilingues com o espanhol em ambos lados da fronteira. Os casamentos cruzados como os povos Siona e Secoya também promove o bilingualismo.

## Escrita
A lingua tem sua escrita no Alfabeto latino, apresentado tem dez vogais (5 nasais e 5 não nasais) e 28 consoantes (aí incluídos também grupos de consoantes). Não existem nessa versão as letras Latinas h, k, l, r, w, x.

## Amostra de texto
Pûi a'i tsû va andenga ji'fa fae'ngae upatshe kanse'faye. Tsa'kamba tsû injenge pûiyi'khu asi'thaemba injengepa ñu'tshe faengasûma da'ñumbe kanse'faye. 
Português
Todos seres humanos nascem livres e iguais em dignidade e direitos. São providos de razão e consciência e devem agir uns em relação aos outros num espírito de fraternidade. (Artigo 1 – Declaração Universal dos Direitos Humanos)

## Comparação lexical
Alguns paralelos lexicais entre o Cofán e o Páez (Jolkesky 2016):
| Português | Cofán         | Páez    |
| --------- | ------------- | ------- |
| agulha    | nohaʔkʰo      | nʲuhnʣ  |
| caminho   | ʣi ‘caminhar’ | ndʲiʔh  |
| carne     | na            | nʲa     |
| casa      | etʰi          | jet     |
| escuro    | sĩʦʰe         | ʧʰiʔndʲ |
| mama      | ʧo            | ʧuʔʧ    |
| morcego   | kiʦa          | kʰĩʦe   |
| não       | meʔi          | mee     |
| noite     | kose          | kus     |
| olho      | ʦoʔɸe         | jaɸʲ    |
| osso      | ʣɨʔtʰa        | ndʲiʔtʰ |
| pai       | jaja          | eje     |
| prato     | apiʃoʔtʰo     | biʧ     |
| qual?     | maha          | maa     |
| quantos?  | maɲi          | manʣ    |